# David Zibung
David Zibung (10 gennaio 1984) è un ex calciatore svizzero, portiere.

## Palmarès

### Club

#### Competizioni nazionali
- Coppa Svizzera: 1

Lucerna: 2020-2021